# Stadt Wehlen

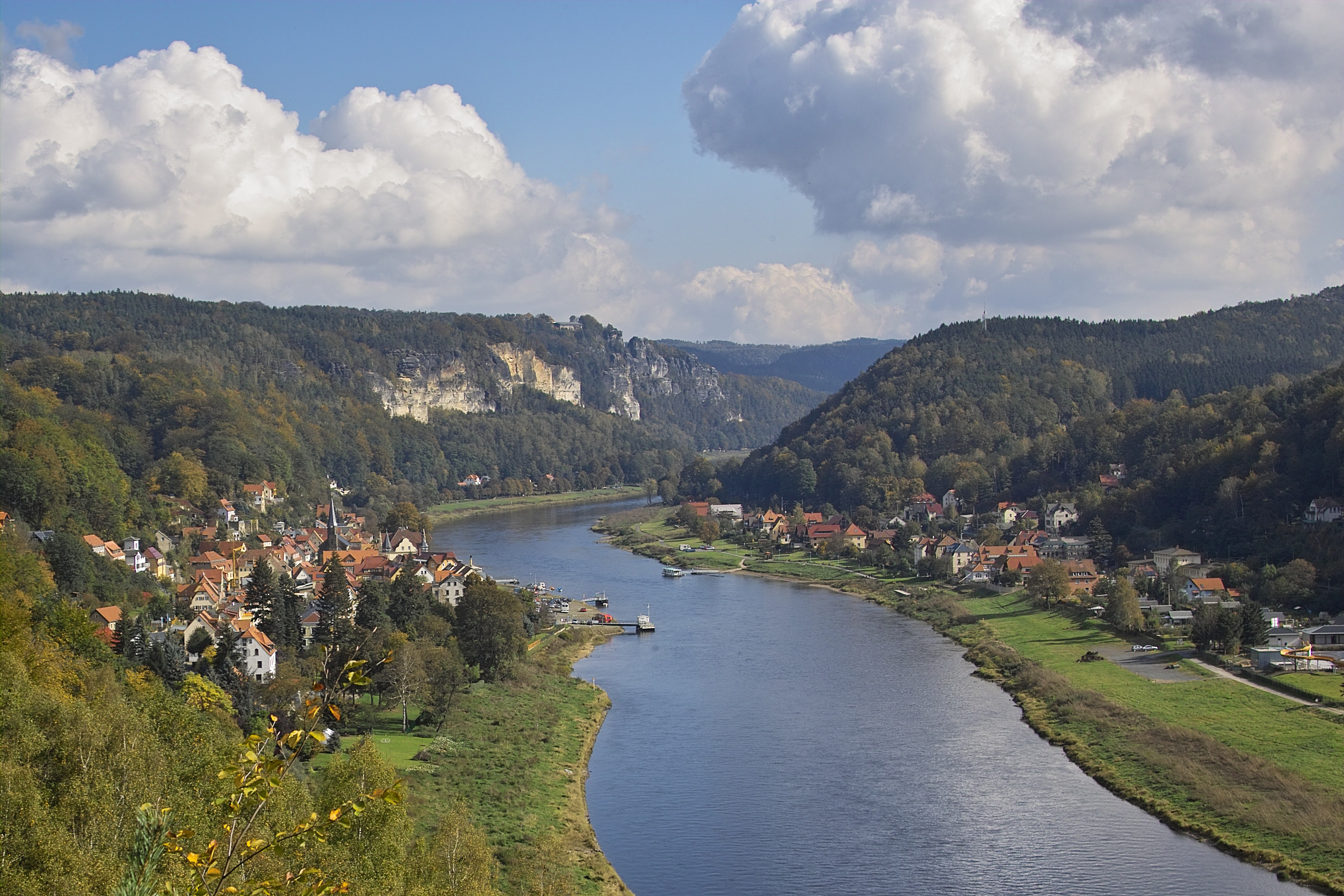
Stadt Wehlen (links) und Pötzscha (rechts) von der Wilke-Aussicht gesehen. Im Hintergrund die Bastei

Stadt Wehlen ist eine Landstadt in der Sächsischen Schweiz. Sie liegt an der Bahnlinie von Dresden nach Prag und inmitten des Elbsandsteingebirges, wodurch sie Ausgangspunkt von Wanderungen zu Zielen wie der Bastei, der Felsenbühne Rathen, den Bärensteinen und Rauenstein sowie des Wehlener und Uttewalder Grundes ist.

## Geographie

### Geographische Lage
Die Stadt liegt direkt an der Elbe, sowohl am rechten als auch am linken Ufer, und begrenzt in Richtung Norden und Osten den Nationalpark Sächsische Schweiz.
Stadt Wehlen gehört zum Landkreis Sächsische Schweiz-Osterzgebirge und wird selbst von den Gemeinden Lohmen im Norden, Rathen im Osten, Struppen im Süden und von der großen Kreisstadt Pirna im Westen begrenzt. Die Stadt liegt ca. 12 km von Pirna und etwa 30 km von der Landeshauptstadt Dresden entfernt.

### Stadtgliederung/Ortsteile
Die Stadt besteht aus den rechtselbisch gelegenen Ortsteilen Stadt Wehlen, Dorf Wehlen und Zeichen sowie dem linkselbisch gelegenen Ortsteil Pötzscha.

## Geschichte

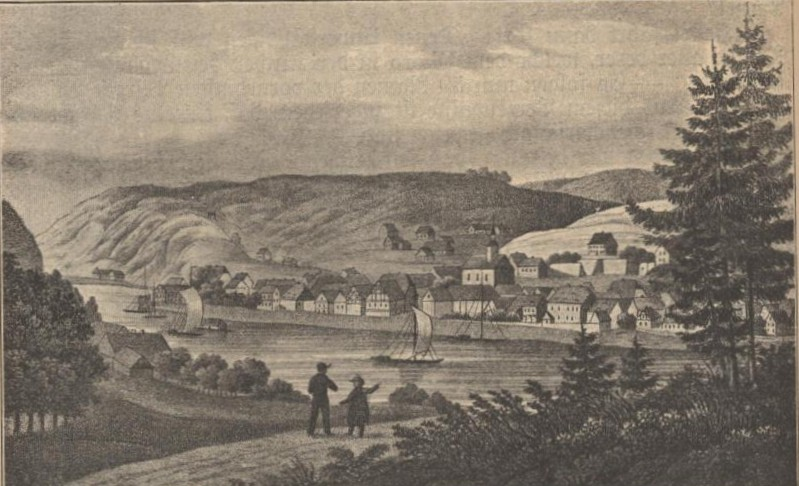
Stadt Wehlen um das Jahr 1830

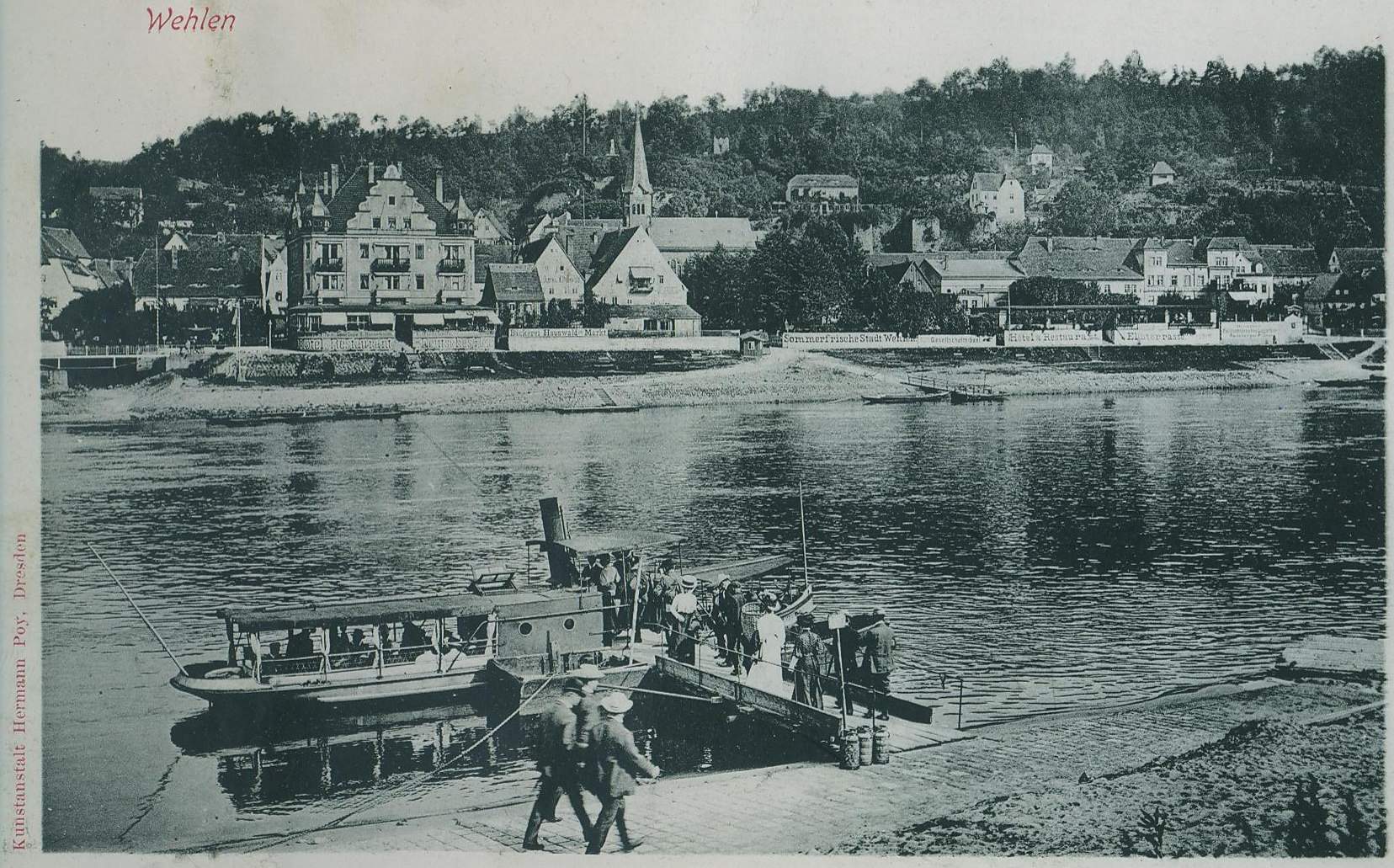
Historische Postkarte von ca. 1901–1921

Im Jahr 1269 wurde Wehlen erstmals als Wylin urkundlich erwähnt. Die Siedlung entstand im Schutz einer Burg, die Heinrich der Erlauchte 1245 vom böhmischen König Wenzel erhielt. Bereits im Jahr 1346 wurde Wehlen als Stadt (Civitas) genannt. Die Burg wurde seit 1543 nicht mehr bewohnt, so dass sie nach und nach verfiel.
Die Einwohner lebten von Schifferei, Handwerk und Steinbrucharbeit. Bereits 1547 wurde Wehlen als „Amtsstädtlein“ bezeichnet, sodass die Grundherrschaft nicht von einem Rittergut, sondern einem Amt ausgeübt wurde, anfangs Lohmen, später Hohnstein.
Am 31. Juli 1848 erreichte die Eisenbahn Pötzscha, das 1939 zu Stadt Wehlen eingemeindet wurde. Seit der Romantik entwickelte sich  ein früher Tourismus. Im Jahr 1860 gab es 48 Fremdenführer.
Stadt Wehlen  war bis 2018 staatlich anerkannter Erholungsort.

### Ortsnamenvarianten
Der Ortsname Wehlen wird erstmals 1255 als Teil des Personennamens Theodoricus de Wilin erwähnt. Er geht auf die altsorbische Grundform *Vel-n- zurück, die sich auf verschiedene Weise erklären lässt. Eine erste mögliche Variante ist die Herleitung von *Vel(a), dem Vornamen eines Lokators, womit der Ortsname „Siedlung eines Vel(a)“ bedeuten würde. Variante zwei lautet, dass dem Ortsnamen *vel-, eine altsorbische Entsprechung des slowenischen velna (‚Rodung‘), zugrunde liegt und er sich demnach mit „Rodungsort“ übersetzen ließe. Die dritte Variante stellt den Ortsnamen zu *vel (‚nass, feucht‘), wodurch er im Deutschen einer „Siedlung auf feuchtem Boden“ entspräche. Der Zusatz Stadt, der zum Namen der Stadt Stadt Wehlen gehört, dient zur Unterscheidung derselben vom benachbarten Ortsteil Dorf Wehlen.
- 1255 Theodoricus de Wilin (G) (UBN II 276)
- 1260–1269 Wylin
- 1288 Henricus de Wylin (Meiche, Burgen 145, ohne Quelle)
- 1372–1445 Welin
- 1454 Wehlau
- 1485 Belen
- 1501 Bellen
- 1543 Welehn, Welhenn, Welhnn
- 1791 Wehlen
- 1875 Wehlen (Wehlstädtel)

### Eingemeindungen
- 1. April 1939: Pötzscha, Zeichen
- 1. Januar 1994: Zusammenschluss mit Dorf Wehlen zu Stadt Wehlen

### Entwicklung der Einwohnerzahl
In den Jahren 1547/48/51 zählte man sogenannte 17 besessene Männer und im Jahre 1764 waren es 14 besessene Männer, 28 Gärtner und 34 Häusler
| Stadt Wehlen (insg. mit allen Ortsteilen) | Stadt Wehlen (insg. mit allen Ortsteilen) | Stadt Wehlen (insg. mit allen Ortsteilen) | Stadt Wehlen (insg. mit allen Ortsteilen) | Stadt Wehlen (insg. mit allen Ortsteilen) | Stadt Wehlen (insg. mit allen Ortsteilen) | Stadt Wehlen (insg. mit allen Ortsteilen) | Stadt Wehlen (insg. mit allen Ortsteilen) | Stadt Wehlen (insg. mit allen Ortsteilen) | Stadt Wehlen (insg. mit allen Ortsteilen) | Stadt Wehlen (insg. mit allen Ortsteilen) | Stadt Wehlen (insg. mit allen Ortsteilen) | Stadt Wehlen (insg. mit allen Ortsteilen) | Stadt Wehlen (insg. mit allen Ortsteilen) | Stadt Wehlen (insg. mit allen Ortsteilen) | Stadt Wehlen (insg. mit allen Ortsteilen) | Stadt Wehlen (insg. mit allen Ortsteilen) |       |
| Jahr                                      | 1834                                      | 1871                                      | 1890                                      | 1910                                      | 1925                                      | 1939 1                                    | 1946                                      | 1950                                      | 1964 2                                    | 1970                                      | 1990 3                                    | 1998 4                                    | 2000                                      | 2002                                      | 2021                                      | 2023                                      | 2024  |
| ----------------------------------------- | ----------------------------------------- | ----------------------------------------- | ----------------------------------------- | ----------------------------------------- | ----------------------------------------- | ----------------------------------------- | ----------------------------------------- | ----------------------------------------- | ----------------------------------------- | ----------------------------------------- | ----------------------------------------- | ----------------------------------------- | ----------------------------------------- | ----------------------------------------- | ----------------------------------------- | ----------------------------------------- | ----- |
| Einwohner                                 | 0.865                                     | 1.449                                     | 1.518                                     | 1.264                                     | 1.403                                     | 1.842                                     | 1.149                                     | 1.139                                     | 1.981                                     | 1.921                                     | 1.911                                     | 1.800                                     | 1.801                                     | 1.724                                     | 1.555                                     | 1.546                                     | 1.541 |

| Stadt Wehlen: Einwohnerzahlen ab 2003 (ohne Ortsteile)                                   | Stadt Wehlen: Einwohnerzahlen ab 2003 (ohne Ortsteile) | Stadt Wehlen: Einwohnerzahlen ab 2003 (ohne Ortsteile) | Stadt Wehlen: Einwohnerzahlen ab 2003 (ohne Ortsteile) | Stadt Wehlen: Einwohnerzahlen ab 2003 (ohne Ortsteile) |
| ---------------------------------------------------------------------------------------- | ------------------------------------------------------ | ------------------------------------------------------ | ------------------------------------------------------ | ------------------------------------------------------ |
| Jahr                                                                                     |                                                        |                                                        | Einwohner                                              |                                                        |
| 2003                                                                                     | 2003                                                   |                                                        | 782                                                    | 782                                                    |
| 2004                                                                                     | 2004                                                   |                                                        | 793                                                    | 793                                                    |
| 2005                                                                                     | 2005                                                   |                                                        | 796                                                    | 796                                                    |
| 2006                                                                                     | 2006                                                   |                                                        | 788                                                    | 788                                                    |
| 2007                                                                                     | 2007                                                   |                                                        | 798                                                    | 798                                                    |
| 2008                                                                                     | 2008                                                   |                                                        | 806                                                    | 806                                                    |
| 2009                                                                                     | 2009                                                   |                                                        | 799                                                    | 799                                                    |
| 2010                                                                                     | 2010                                                   |                                                        | 782                                                    | 782                                                    |
| 2011                                                                                     | 2011                                                   |                                                        | 774                                                    | 774                                                    |
| 2012                                                                                     | 2012                                                   |                                                        | 778                                                    | 778                                                    |
| 2013                                                                                     | 2013                                                   |                                                        | 773                                                    | 773                                                    |
| 2014                                                                                     | 2014                                                   |                                                        | 770                                                    | 770                                                    |
| 2015                                                                                     | 2015                                                   |                                                        | 768                                                    | 768                                                    |
| 2016                                                                                     | 2016                                                   |                                                        | 774                                                    | 774                                                    |
| Datenquelle: Stand jeweils am 31. Dezember, Datenquelle: Statistisches Landesamt Sachsen |                                                        |                                                        |                                                        |                                                        |

### Wappen
Ein einmastiges blaues rahgetakeltes Schiff auf Wellen und mit weißem Hintergrund. Das Segel ist blau und gebläht dargestellt sowie mit einer goldenen Lilie geziert. Die Lilie stammt aus dem Wappen der ehemaligen Burgherren von Köckritz. Der Mastwimpel ist ebenfalls blau. Im Laufe der Jahrhunderte wurde das Wappen mehrfach geändert, aber immer unter Beibehaltung des oben beschriebenen Grundschemas. Das erste Stadtwappen wurde zwischen 1543 und 1547 das erste Mal verwendet, da Wehlen in dieser Zeit Amtsstadt mit Stadtparlament wurde.

### Wehllied
Das Wehllied wurde von Hede Willecke geschrieben, wobei das Entstehungsjahr unbekannt ist. Die Vertonung des Liedes fällt in die Zeit zwischen 1962 und 1964. In diesen Jahren war Willy Bernhardt (selbst Musiker und Kapellmeister) Chorleiter des Gesangsvereins in Stadt Wehlen. Dieser Text ist immer noch auf der Südseite des Torbogens am Gebäude des ehemaligen Ratskellers zu sehen.
Du sonniges Wehlen, du Perle der Schweiz.

Du liebliches Städtchen mit eigenem Reiz.

Du bist für mich alt, doch stets wieder neu,

Du sonniges Wehlen, dir halt ich die Treu.

## Politik
- UL: 9
- CDU: 1

Stadt Wehlen gehört zur Verwaltungsgemeinschaft Lohmen/Stadt Wehlen.

### Stadtrat
Im Stadtrat setzen sich die insgesamt 10 Sitze aus dem anteiligen Stimmenverhältnis der Kommunalwahl vom 9. Juni 2024 wie folgt zusammen:
- Unabhängige Liste (UL): 9 Sitze
- CDU: 1 Sitz

| Liste             | 2024   | 2024   | 2019   | 2019   | 2014   | 2014   |
| Liste             | Sitze  | in %   | Sitze  | in %   | Sitze  | in %   |
| ----------------- | ------ | ------ | ------ | ------ | ------ | ------ |
| Unabhängige Liste | 9      | 89,0   | 6      | 54,3   | 6      | 53,2   |
| CDU               | 1      | 11,0   | 3      | 32,4   | 3      | 33,9   |
| Linke             | –      | –      | 1      | 8,3    | 1      | 12,9   |
| Grüne             | –      | –      | –      | 5,0    | –      | –      |
| Wahlbeteiligung   | 77,5 % | 77,5 % | 73,9 % | 73,9 % | 60,4 % | 60,4 % |

### Bürgermeister
Thomas Mathe ist seit dem 1. August 2022 der aktuelle ehrenamtliche Bürgermeister von Stadt Wehlen.
| Wahl | Bürgermeister | Vorschlag | Wahlergebnis (in %) |
| ---- | ------------- | --------- | ------------------- |
| 2022 | Thomas Mathe  | UL        | 53,2                |
| 2015 | Klaus Tittel  | CDU       | 97,9                |
| 2008 | Klaus Tittel  | CDU       | 97,0                |
| 2001 | Klaus Tittel  | CDU       | 76,2                |

Historie der Bürgermeister
- 1843–1849, Karl Gottfried Reichert
- 1849–1855, Heinrich Gottlob Richter
- 1855–1865, Karl August Ebert
- 1865–1871, Alfred Valerius
- 1871–1873, Karl Gottlieb Schlenkrich
- 1873–1892, Friedrich Wilhelm Reimann
- 1892–1894, Sendykowski
- 1894–        , Gustav Schaale
- 1932–1938, Hans Kliemann, Willy Hennig
- 1938–1945, Karl Hohlmann
- 1945–1953, Arthur Walther, Staude, Max Starke, Hantusch, Gerhard Bauer
- 1954–1965, Gottfried Stohn
- 1966–1969, Jesche
- 1970–1973, Schubert
- 1974–1984, Klemmer
- 1985–1986, Seidel
- 1987–1989, Gude (Amtsenthebung in 10/1989)
- 1989–1990, Kurze
- 1990–2001, Klaus Tittel (hauptamtlich)
- 2001–2022, Klaus Tittel (ehrenamtlich)
- 2022–        , Thomas Mathe (ehrenamtlich)

### Partnergemeinden und Städtepartnerschaften
- Wehlen an der Mosel (Rheinland-Pfalz)
- Wangen im Allgäu (Baden-Württemberg)
- Trochtelfingen (Baden-Württemberg) seit 29. Juni 2012
- Städtefreundschaft mit Dorn-Dürkheim (Rheinland-Pfalz)

### Europaregionen
Am 19. Juni 2005 haben die Stadt Wehlen und Travčice eine Partnerschaft im Verbund der Euroregion Elbe/Labe (DE, CZ) vereinbart.

## Kultur und Sehenswürdigkeiten

Stadt Wehlen, Panorama

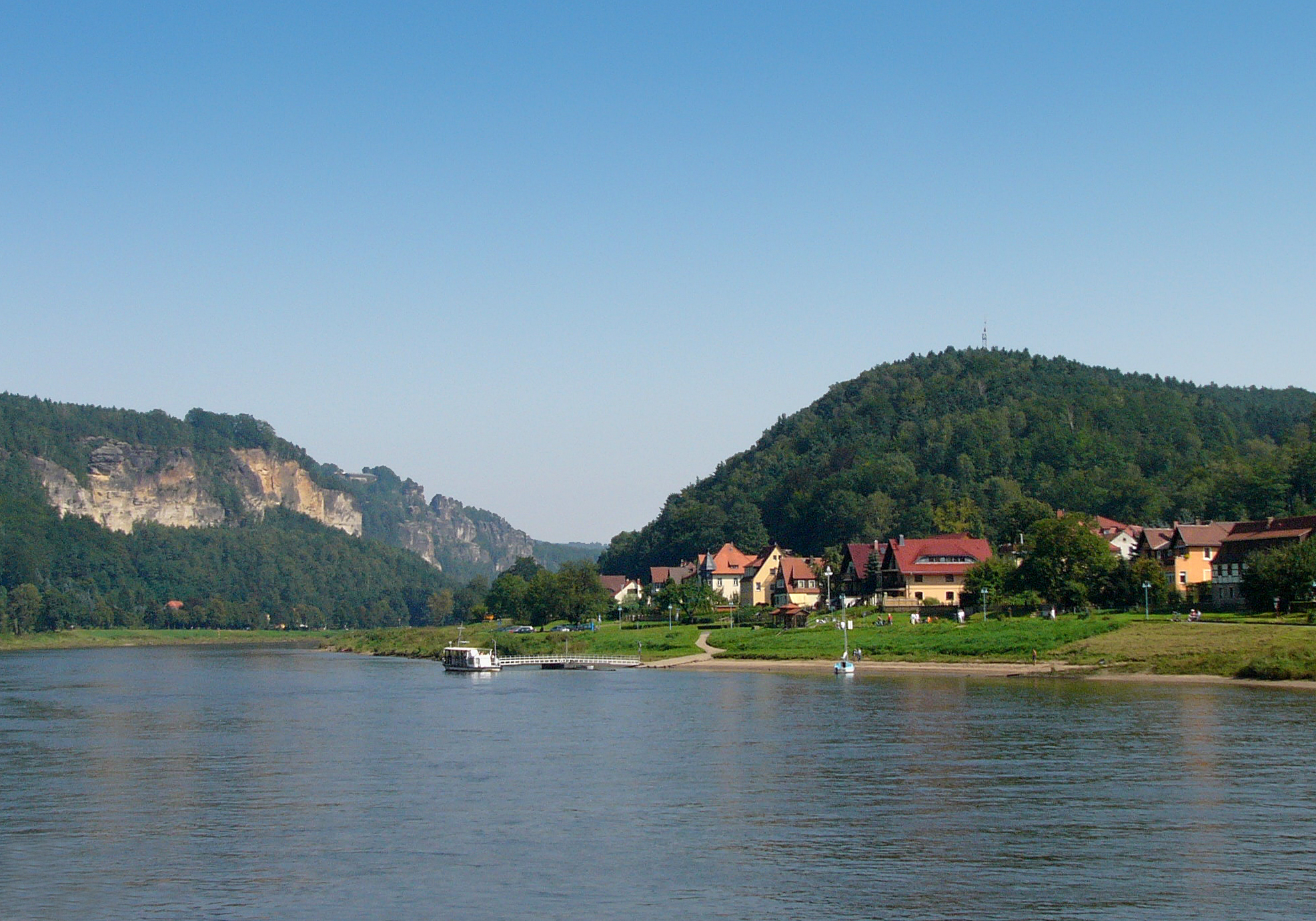
Blick auf das linkselbische Ufer in Stadt Wehlen
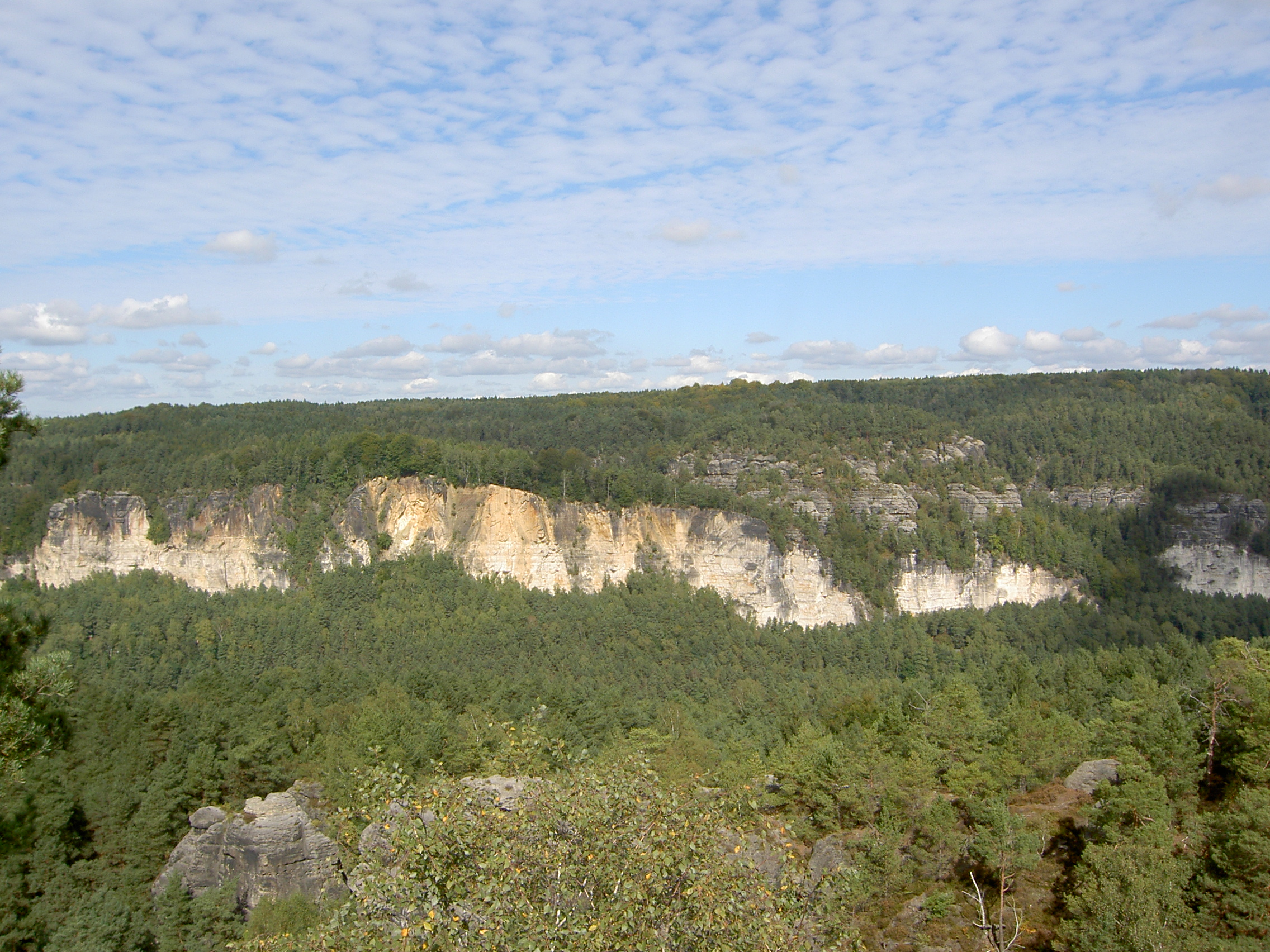
„Weiße Brüche“, Blick vom Rauenstein
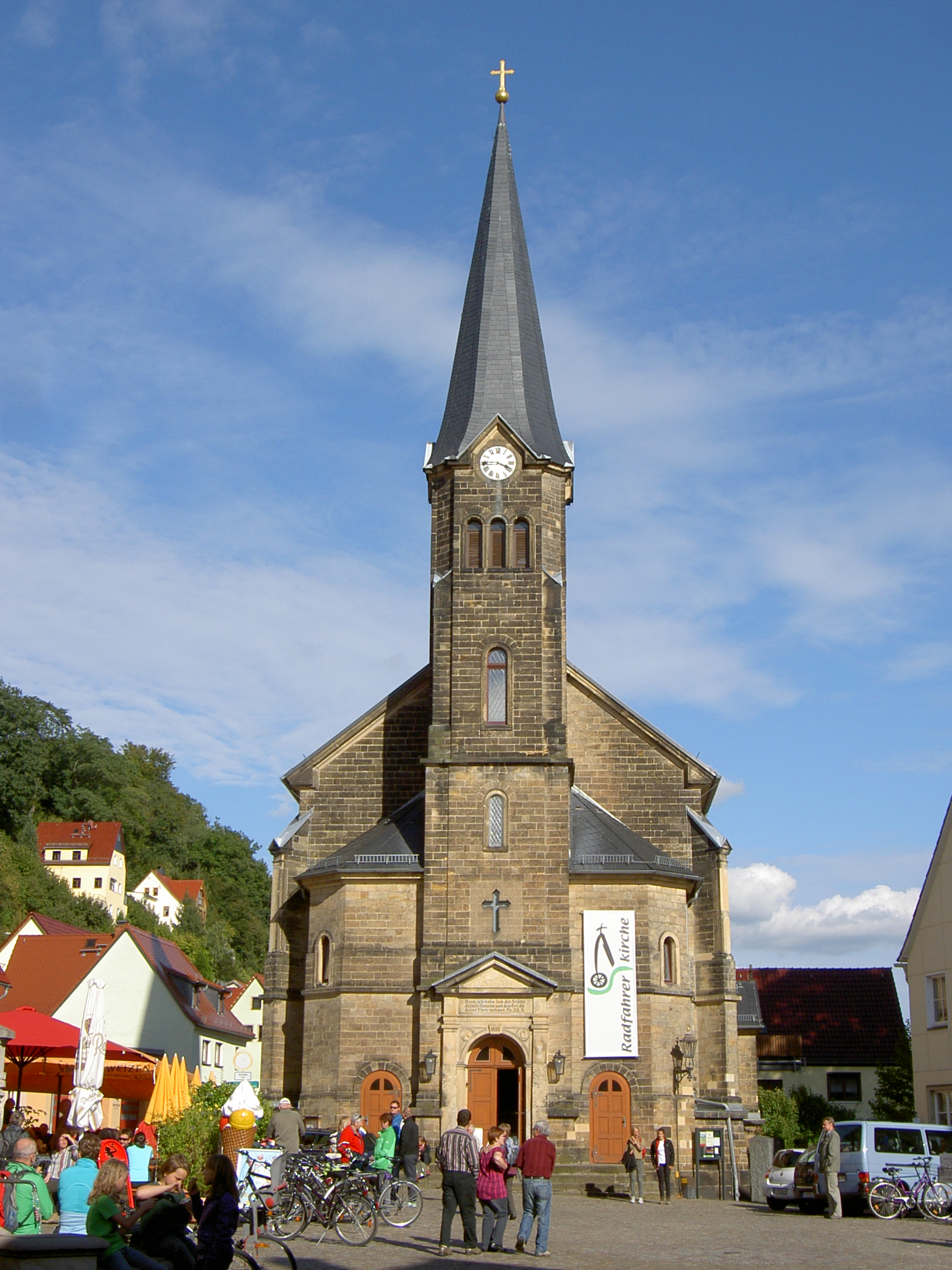
Stadtkirche auf dem Marktplatz
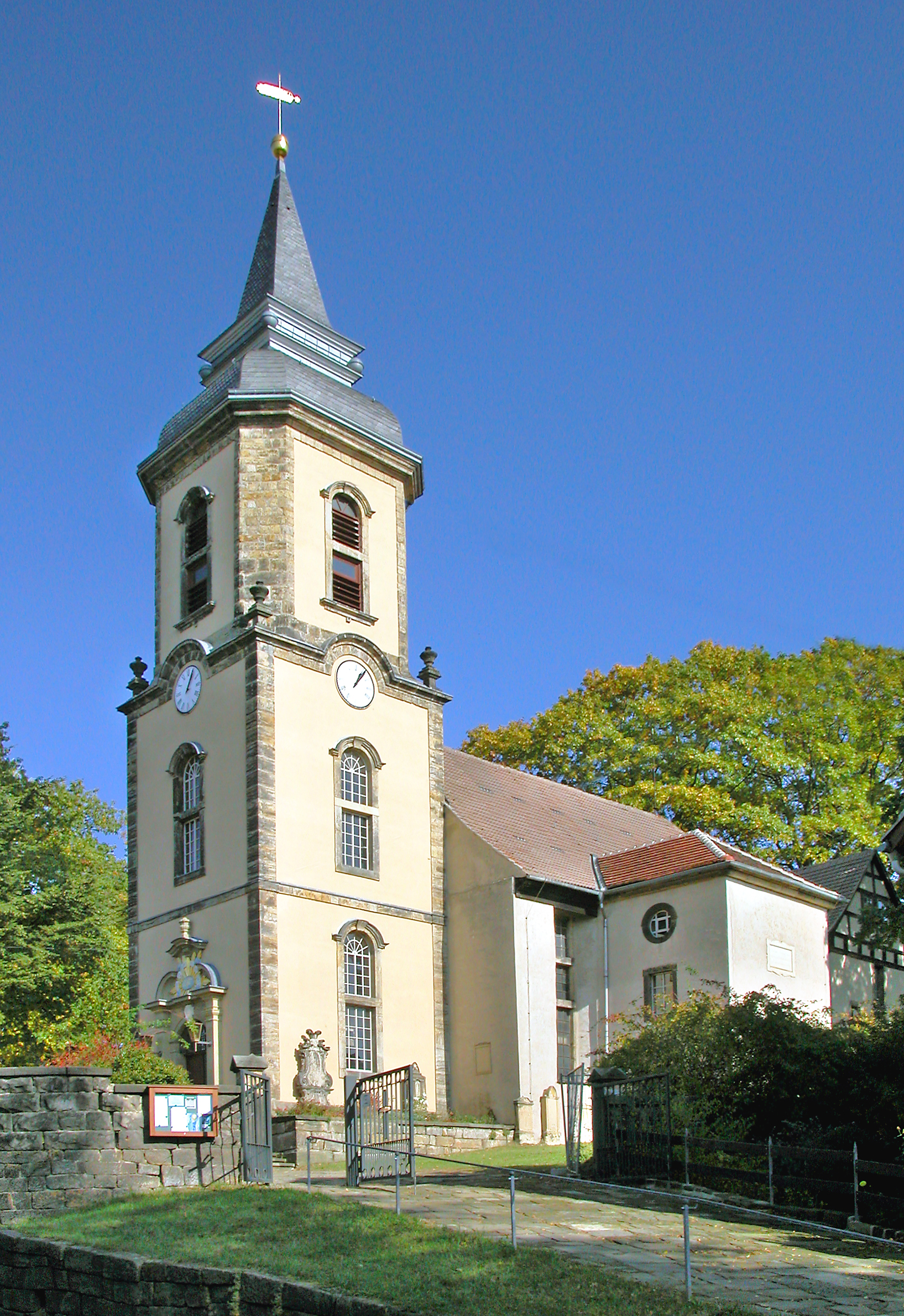
Michaliskirche in Dorf Wehlen
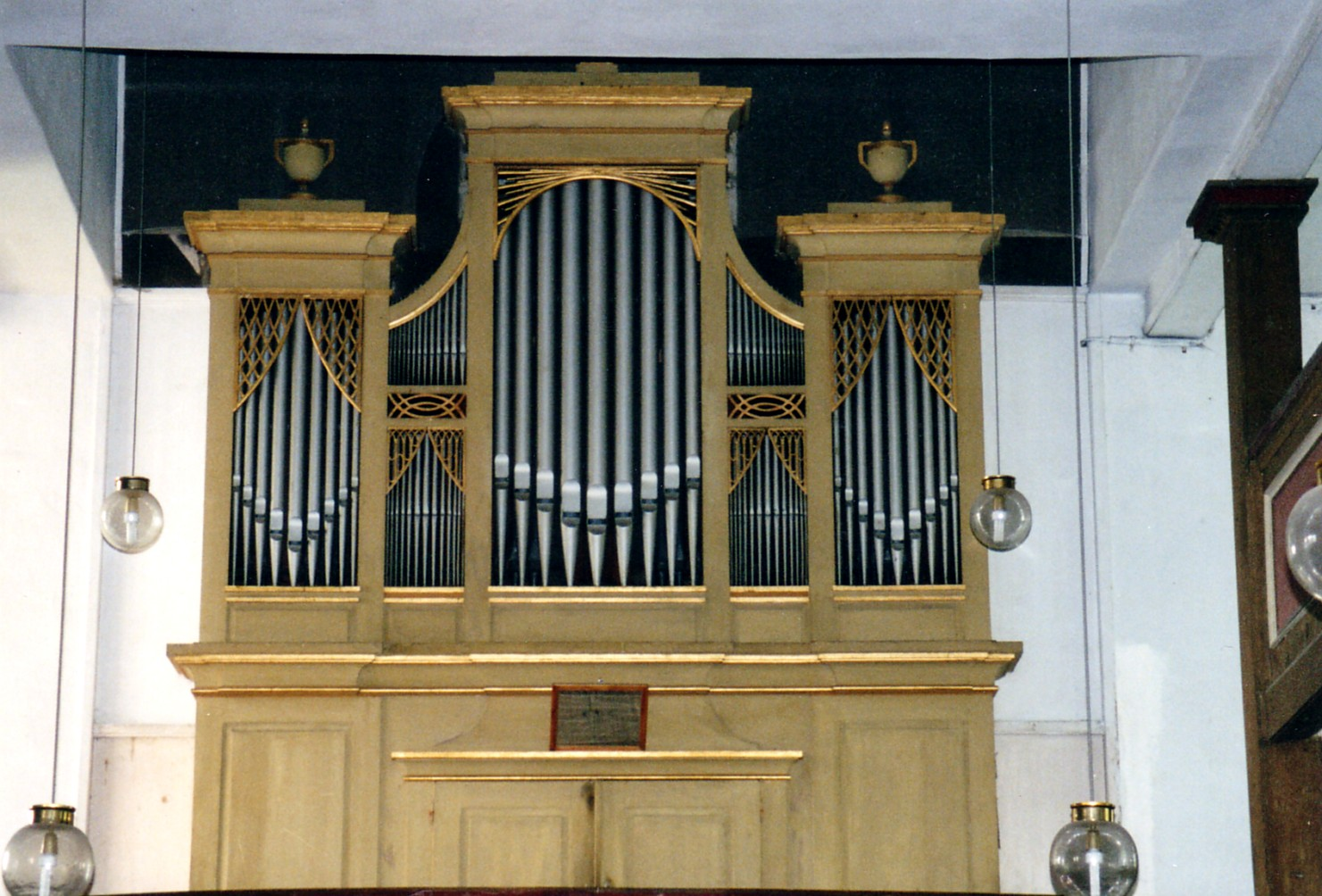
Herbrig-Orgel in der Michaeliskirche
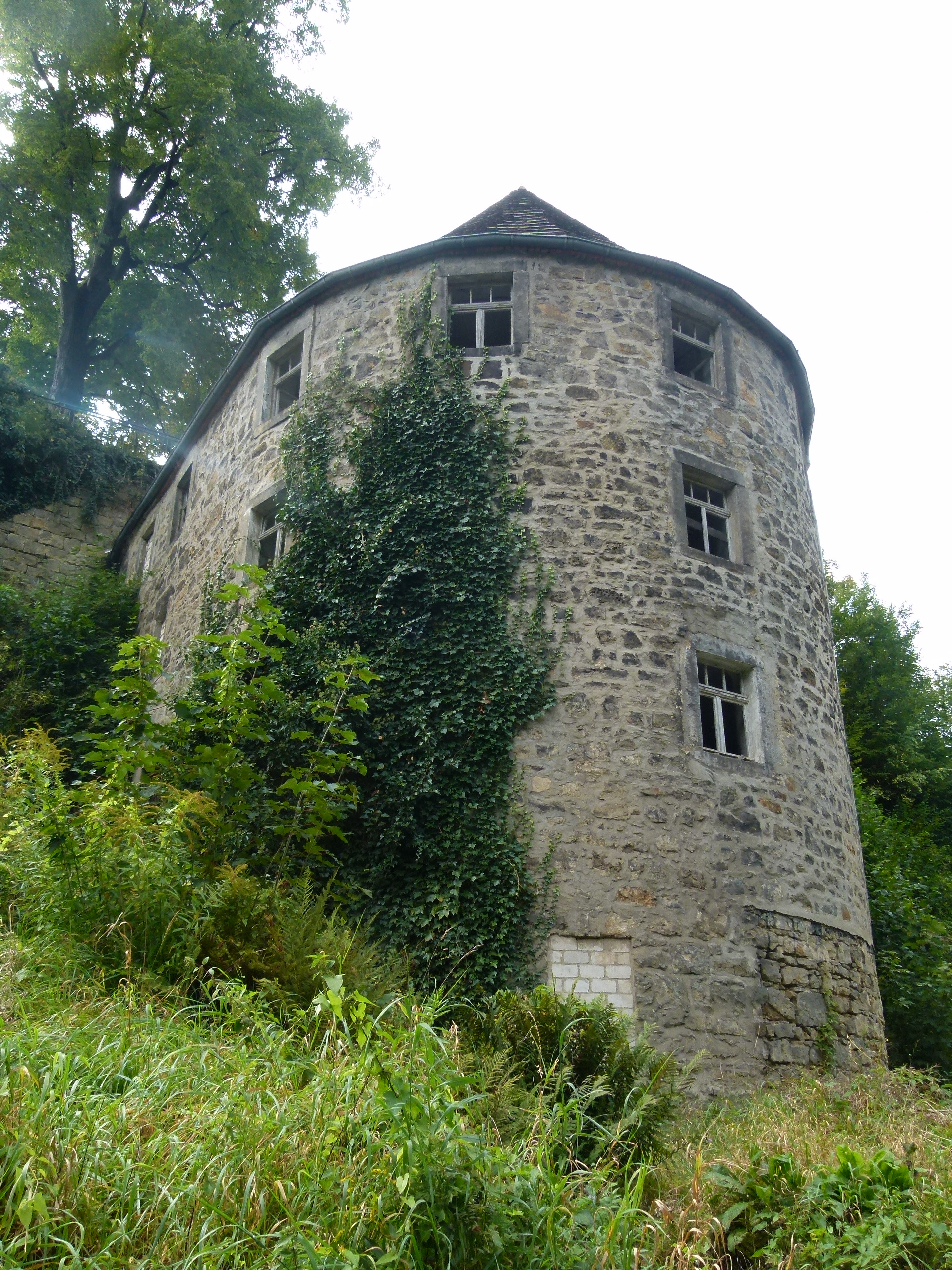
„Trommel“: Nordseite der Burgruine in Stadt Wehlen
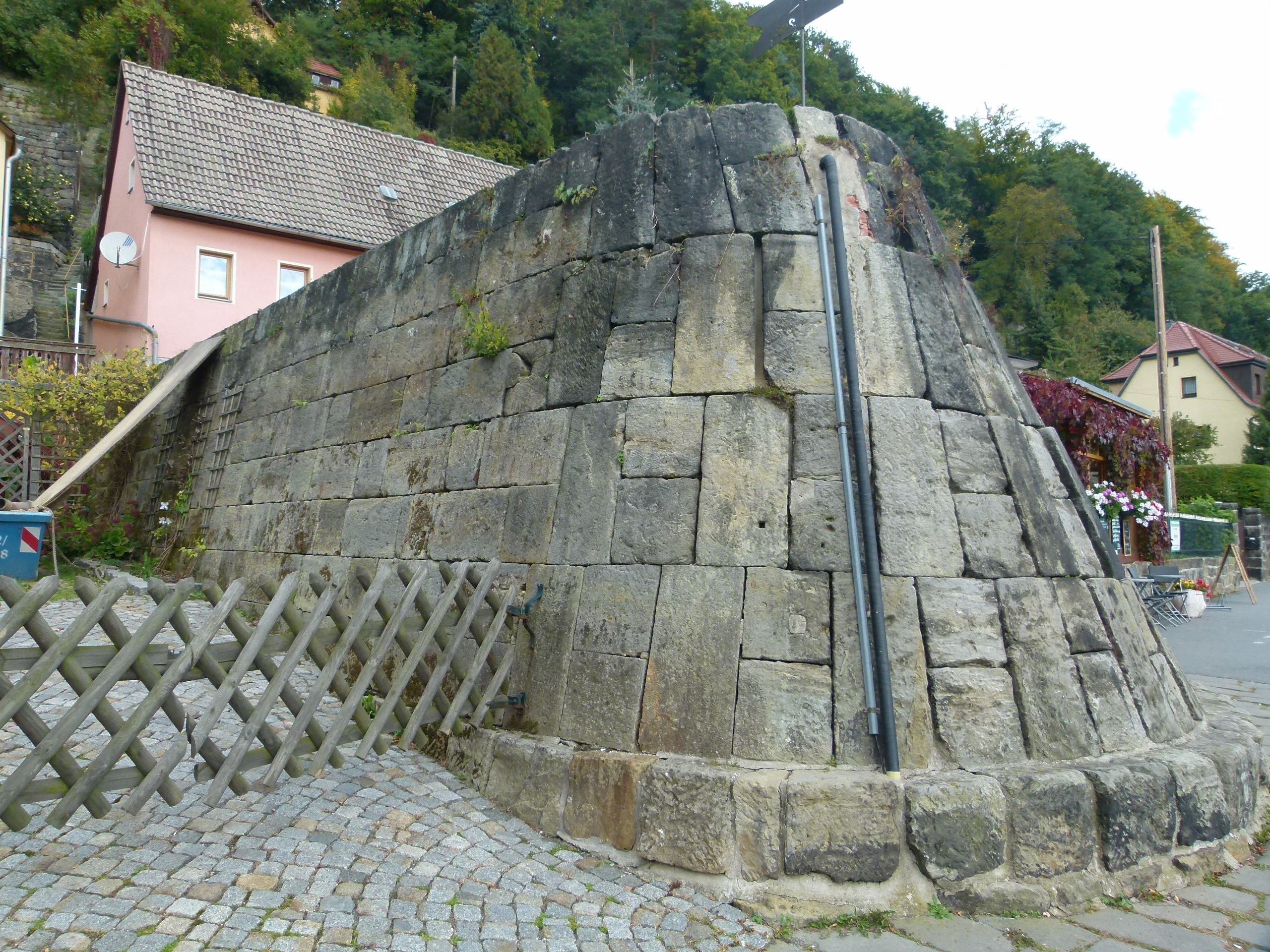
Habe-Bollwerk gegen Eisgang
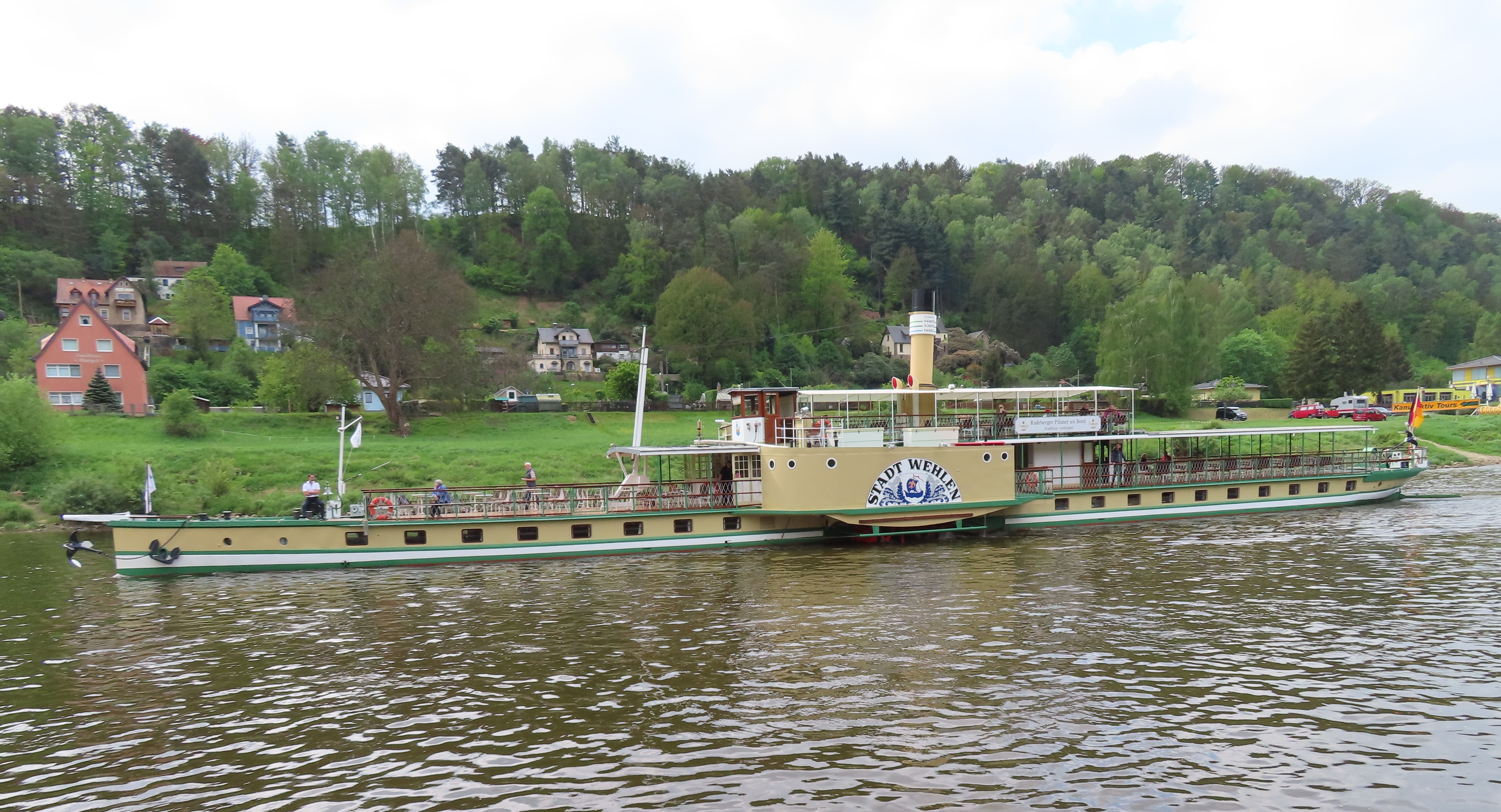
Schaufelraddampfer Stadt Wehlen

### Kirche Stadt Wehlen

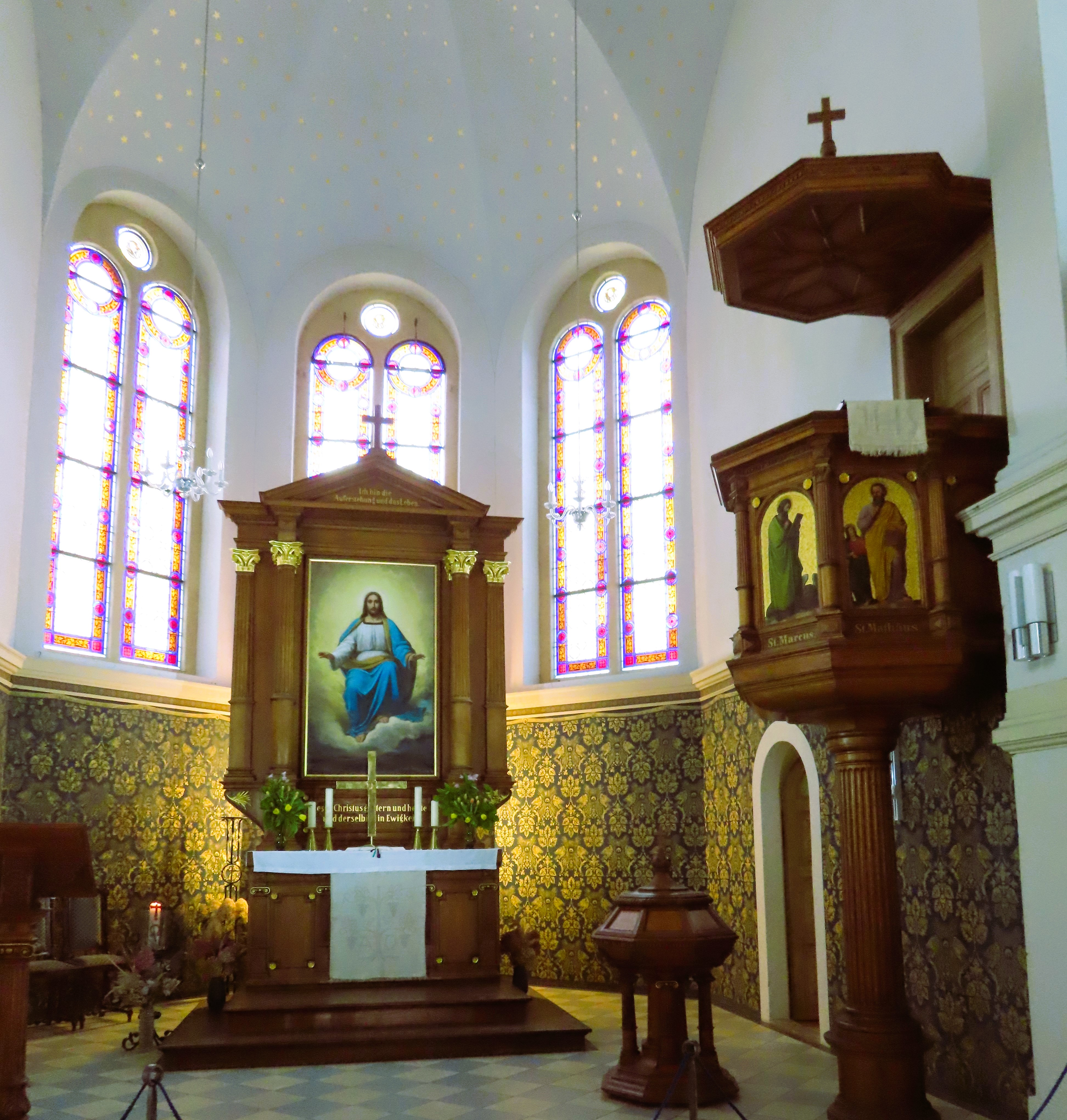
Stadtkirche Wehlen Altar und Kanzel

Die Kirche (ehemals St. Michael) ist eine Saalkirche in Sandsteinquadermauerwerk mit polygonaler Apsis und Westturm. Die ursprüngliche spätgotische Kirche (von 1515?) wurde 1883 durch einen Neubau in mittelalterlicher Formensprache an anderer Stelle ersetzt; die Pläne wurden von Christian Friedrich Arnold geliefert. Das Schiff ist durch Strebepfeiler gegliedert und oben mit weitgespannten Rundbogenfenstern mit Maßwerk versehen, unten sind Dreiergruppen von Fenstern angeordnet. Der schlanke Westturm ist am Obergeschoss mit gefasten Kanten versehen und durch einen Spitzhelm abgeschlossen.
Innen sind an Nord-, Süd- und Westwand eingeschossige Emporen eingezogen. Das Altarbild zeigt die Auferstehung Christi und wurde 1889/90 von Karl Gottlob Schönherr geschaffen. Die Orgel ist ein Werk von Jehmlich Orgelbau Dresden aus dem Jahr 1911 mit 17 Registern auf zwei Manualen und Pedal. Die Kirche liegt am Elberadweg und ist als „Radfahrerkirche“ in den Sommermonaten gut besucht.

### Weitere Bauwerke
Stadt Wehlen
- Burgruine, Burg Wehlen
- Auf der vormals den Burgherren gehörenden „Hofewiese“ (gleichlautender Straßenname, wo auch die Wüstung Linkenau vermutet wird) steht das vollständig erhaltene Gewölbe des mittelalterlichen Stalles. Durch An-, Vor- und Überbau ist es heute integraler Bestandteil eines Privathauses und nicht zugänglich.
- Reste der alten, im spätgotischen Stil erbauten Kirche unterhalb der Burgruine
- Heimatmuseum im Pflanzengarten
- Die „Habe“ hinter dem Marktplatz ist eine Uferbefestigungsanlage zum Schutz vor Eisgang
- Brunnen auf dem Marktplatz
- Hochwassermarken gegenüber dem Marktbrunnen

Dorf Wehlen
- Miniaturpark Kleine Sächsische Schweiz (die Sächsische Schweiz en miniature)
- St.-Michaelis-Kirche mit historischer Orgel von Christian Gottfried Herbrig und Sohn aus dem Jahr 1831. Die Orgelbauer haben für diese Kirche auch den hölzernen Kanzelaltar geschaffen.

Pötzscha
- Erlebnisbad
- Das ehemalige Bahnhofsgebäude am heutigen S-Bahn-Haltepunkt „Stadt Wehlen“ stammt aus der Zeit des weitgehend Eisenbahn-gebundenen Tourismus der Sächsischen Schweiz und ist typisch für die Zeit seiner Entstehung.

Zeichen
- Himmelsleiter
- Fährhaus

Eine Liste aller Kulturdenkmale kann hier abgerufen werden: Liste der Kulturdenkmale in Stadt Wehlen

### Ausflugsziele in der umgebenden Sächsische Schweiz
- Wilke-Aussicht auf Wehlen und die Elbe
- Wehlener Grund
- Uttewalder Grund und das dortige Felsentor
- Bastei
- Rauensteine und Bärensteine (mit Start im Ortsteil Pötzscha)
- Hirschgrund
- Weiße Brüche
- Aussichtspunkt und Kunsthaus Schützenhaus auf dem Hausberg
- aufgegebene Steinbrüche mit erhaltenen Einrichtungen zwischen Wilke-Aussicht und Zeichen, mit eigener Wegkennzeichnung

### Sport
- Bergtest bei Wehlen
- Elbeschwimmen
- TuS Einheit Wehlen (u. a. Fußballverein)

### Vereine und Institutionen
- Faschingsverein[14]
- Freiwillige Feuerwehr Stadt Wehlen (mit den Ortsteilwehren: Dorf Wehlen, Pötzscha und Stadt Wehlen)
- Gesangsverein
- Grundschule
- Jugendclub Dorf Wehlen
- Kirchgemeinde (ev.-luth.)
- Kindergarten Stadt Wehlen
- Kindergarten Dorf Wehlen
- Kunstmeile Wehlen[15]
- Pferdesportverein Dorf Wehlen
- Reitverein Dorf Wehlen
- Reit- und Fahrsportgemeinschaft
- Schützengilde
- Schifferverein
- Tourismus- und Heimatverein[16]
- TUS Einheit (Sportverein)[17]
- Verein zur Förderung der Freiwilligen Feuerwehr Stadt Wehlen e. V.[18]
- Verein „Lustige 7 Pötzscha“ e. V.

### Veranstaltungen
Im Jahr finden regelmäßig folgende Veranstaltungen statt:
- Weihnachtsbaumverbrennen
- Schifferfastnacht
- Faschingsveranstaltung
- Sommermusiken
- Schützenfest
- Sonnenwendfeier
- Kirmes
- Oktoberfest im Feuerwehrhaus der Freiwilligen Feuerwehr Stadt Wehlen

### Naturschutz
- Siehe auch: Liste der Naturdenkmale in Stadt Wehlen

## Wirtschaft und Infrastruktur

### Verkehr

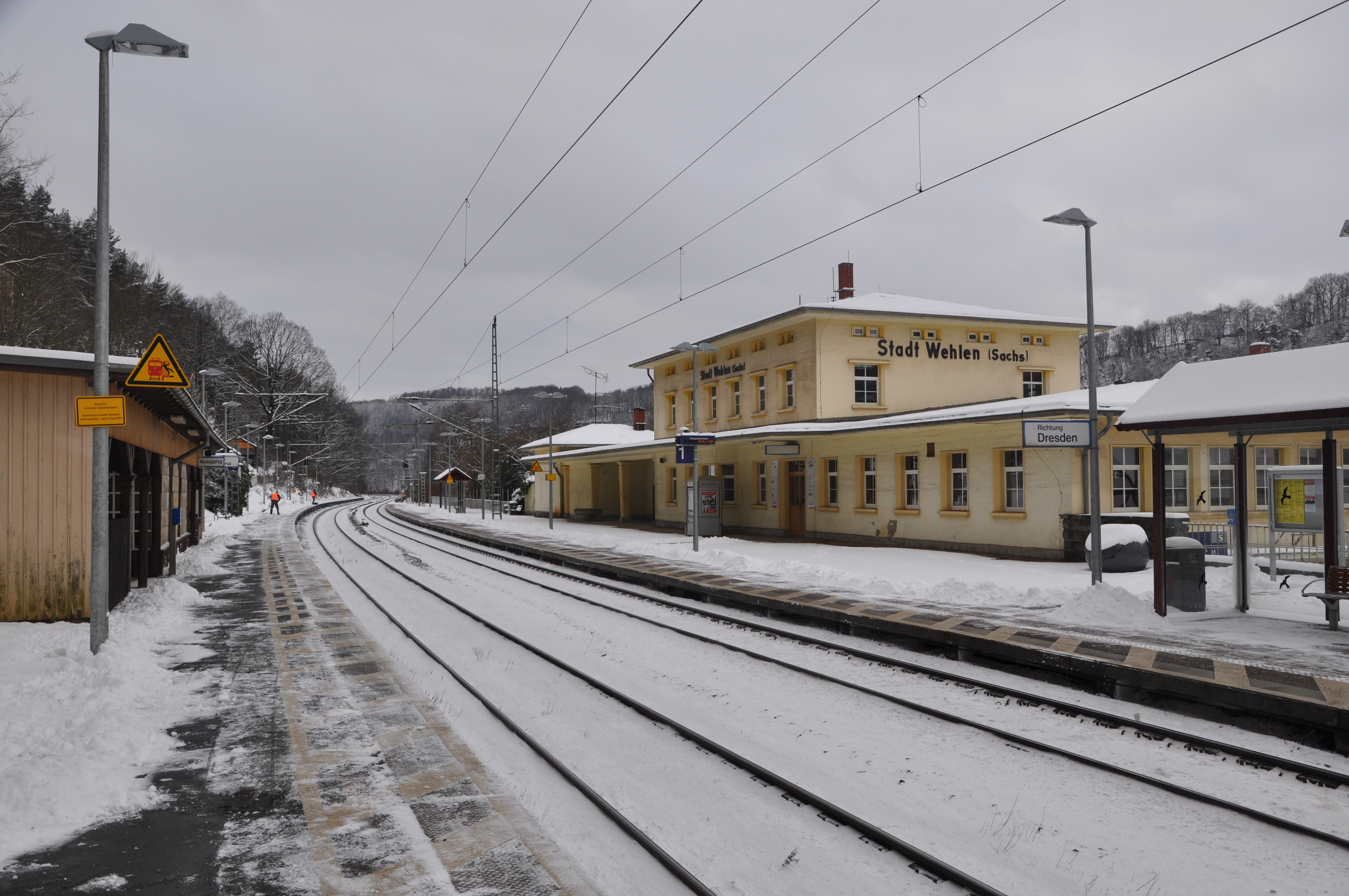
Haltepunkt Stadt Wehlen

Die Stadt Wehlen ist rechtselbisch an die Kreisstraße 8710, welche zur großen Kreisstadt Pirna führt, und an die Kreisstraße 8711, welche nach Lohmen führt, angebunden. Linkselbisch ist der Ortsteil Pötzscha über die Kreisstraße 8733 an die Orte Naundorf und Struppen angeschlossen.
Es besteht ein regelmäßiger Fährverkehr über die Elbe zwischen Stadt Wehlen und Pötzscha und damit der Zugang zur Linie S1 der S-Bahn Dresden. Der Haltepunkt Stadt Wehlen (Sachs) liegt an der Bahnstrecke Děčín–Dresden-Neustadt.
Die Anlegestelle in Stadt Wehlen wird in der Saison mehrmals täglich von Elbdampfern der Sächsischen Dampfschiffahrt und der Personenschifffahrt Oberelbe angefahren.
Es besteht außerdem eine regelmäßige Busverbindung des Regionalverkehrs Sächsische Schweiz-Osterzgebirge mit der Regionallinie 238 in die Stadt Pirna.

### Kindergarten
Stadt Wehlen besitzt insgesamt zwei Kindergärten. In Stadt Wehlen befindet sich das „Elbkinderland“ und in Dorf Wehlen der Kindergarten „Pusteblume“.

### Schule
Stadt Wehlen unterhält eine Grundschule mit dem Namen „Friedrich Märkel“. Die Namensgebung erfolgte nach dem bekannten Kantor und Entomologen Johann Christian Friedrich Märkel, welcher zu Lebzeiten in der Stadt arbeitete.

## Persönlichkeiten

### Söhne und Töchter der Stadt
- Johann Georg Standfuß (k. A. – um 1759), Violinist, Komponist
- Traugott Benjamin Berger (1754–1810), Schriftsteller und Jurist
- Karl Friedrich Wilhelm Erbstein (1757–1836), Historiker, Numismatiker, Schriftsteller
- Gottlob August Krille (1779–1813), Komponist und Kreuzkantor in Dresden
- Carl Friedrich August Kühnscherf (1808–1879), Schlossereibesitzer
- Gustav Robert Ebert (1835–1911), Lehrer und Naturwissenschaftler
- Hanswolf Scriba (1927–2008), Kantor an St. Johannis in Mainz
- Ruth Altmann (* 1930), Gebrauchsgrafikerin

### Personen, die mit der Stadt in Verbindung stehen
- Johann Christoph Erbstein (1720–1805), Pfarrer
- Johann Christian Friedrich Märkel (1790–1860), Kantor und Entomologe
- Carl Mennicke (1837–1909), Ehrenbürger und Wohltäter der Stadt
- Richard Mucke (1846–1925), Geograph und Ethnologe
- Konrad Haebler (1857–1946), Bibliothekar und Inkunabelforscher
- Alfred Seeliger (1867–1938), Mediziner, lebte ab 1919 im Ort
- Robert Sterl (1867–1932), Maler
- Walter Friese (1879[19]–1954), Dr. Ing., Gründer des Heimatmuseums (23. Juni 1923)
- Pol Cassel (1892–1945), Maler
- Egon Schleinitz (1912–2005), Schriftsteller